# Federazione di baseball della Repubblica Dominicana
La Federazione dominicana di baseball (spa. Federación Dominicana de Béisbol) è un'organizzazione fondata per governare la pratica del baseball e del softball nella Repubblica Dominicana.
Organizza il campionato maschile e di softball femminile, e pone sotto la propria egida la nazionale maschile e di softball femminile.